# Amata aperta
Amata aperta är en fjärilsart som beskrevs av Walker. Amata aperta ingår i släktet Amata och familjen björnspinnare. Inga underarter finns listade i Catalogue of Life.